# إجهاض محرض ذاتيا

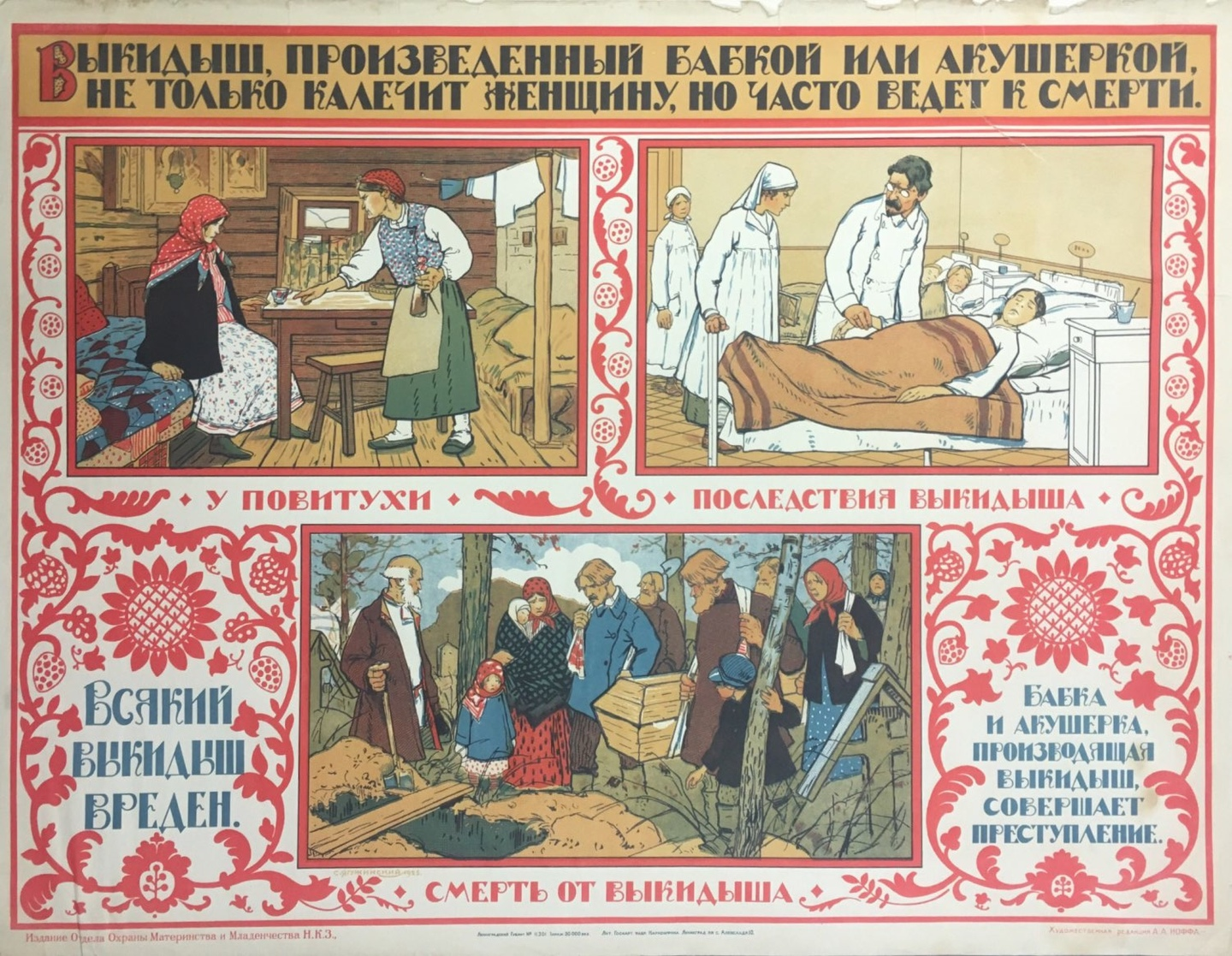

الإجهاض المحرض ذاتيًا (يُسمى أيضًا الإجهاض المسير ذاتيًا أو إسقاط محرض ذاتيًا أحيانًا) هو إجهاض تقوم به الحامل بنفسها أو بمساعدة أخرى غير طبية. رغم أن المصطلح يشمل عمليات الإجهاض المجراة خارج العيادة باستخدام دواء قانوني، أو دون وصفة طبية أحيانًا، فإنه يشير أيضًا إلى الجهود المبذولة لإنهاء الحمل باستخدام طرق بديلة، أكثر خطورة أحيانًا. قد تشكل هذه الممارسات تهديدًا لصحة المرأة.
تجري محاولة الإجهاض المحرض ذاتيًا (أو المسير ذاتيًا) غالبًا في بداية الحمل (الأسابيع الثمانية الأولى من آخر دورة شهرية). يعزى الانخفاض الكبير في وفيات الأمهات وإصاباتهن الناتجة عن عمليات الإجهاض المحرض ذاتيًا في السنوات الأخيرة إلى زيادة توافر الميزوبروستول. يُعد هذا الدواء بروستاغلاندين إي 1 صناعي غير مكلف ومتوفر على نطاق واسع وله استخدامات متعددة، بما في ذلك علاج النزف التال للوضع، والقرحة الهضمية، وتمديد عنق الرحم وتحريض المخاض. أقرت منظمة الصحة العالمية نظامين للإجهاض خلال 12 أسبوعًا من الحمل باستخدام الميزوبروستول هما: نظام معياري من الميفيبريستون والميزوبروستول ونظام الميزوبروستول وحده. ثبت أن النظام الدوائي الذي يحتوي على الميزوبروستول وحده فعال بنسبة تصل إلى 83% في إنهاء الحمل ولكنه أكثر فعالية عند دمجه مع الميفيبريستون.

## طرق مجربة
تستطيع المرأة استخدام أساليب مختلفة عديدة لتسير (أو حث) نفسها على الإجهاض. يُعد بعضها آمن وفعال، بينما يشكل بعضها الآخر خطرًا على صحة المرأة و/أو يُعد غير فعال في إنهاء الحمل.

### الميفبريستون و/أو الميزوبروستول
يُعد تناول مزيج من الميفيبريستون والميزوبروستول أو الميزوبروستول وحده الطريقة الوحيدة الفعالة للإجهاض المحرض ذاتيًا المدروسة علميًا. تشمل قائمة الأدوية الأساسية لمنظمة الصحة العالمية مزيج الأدوية هذا، وهي أكثر الأدوية المطلوبة في النظام الصحي أمانًا وفعالية. قد تتاح هذه الحبوب في بعض البلدان دون وصفة طبية في الصيدليات، رغم أن بعض الصيادلة لا يقدمون تعليمات دقيقة حول الاستخدام. أبلغت النساء في أمريكا اللاتينية عن عمليات إجهاض محرضة ذاتيًا باستخدام الميزوبروستول وحده منذ الثمانينيات. يتضمن تاريخ الإجهاض المسير ذاتيًا للنساء باستخدام الحبوب مشاريع عديدة مثل سوكوريستاس في الأرجنتين ولاس ليبريس في المكسيك. ويوجد في دول أخرى «خطوط ساخنة للإجهاض الآمن»، تسهل الوصول إلى الحبوب، وتقدم تعليمات حول الاستخدام السليم للحبوب، وتوفر الدعم العاطفي واللوجستي و/أو المالي. تستخدم بعض النساء خدمات مساعدة حبوب الإجهاض عبر الإنترنت مثل ومِن أون ويب، وومِن هيلب ومِن وإيد اكسيس لطلب الميفيبريستون و/أو الميزوبروستول، والإبلاغ عن الفعالية والسلامة في إنهاء الحمل والرضا عن الخدمة. تتوفر تعليمات حول استخدام حبوب الإجهاض على نطاق واسع على مواقع منظمة الصحة العالمية (دبليو إتش أو)، وجينويتي هيلث بروجيكت، والتحالف الدولي لصحة المرأة.
يكون الإجهاض الدوائي آمن وفعال للغاية في الأشهر الثلاثة الأولى. تشمل الآثار الجانبية للإجهاض الدوائي تقلصات الرحم والنزيف لفترات طويلة، وتشمل الآثار الجانبية الشائعة الغثيان والإقياء والإسهال. لا تحتاج غالبية النساء اللواتي يستخدمن حبوب الإجهاض بمفردهن إلى الموجات فوق صوتية أو طبيب، رغم أنه قد يوصى بهما للتأكد من أن الحمل ليس خارج الرحم. تستطيع المرأة في بعض الحالات النادرة من المضاعفات، الاستعانة بطبيب ماهر لتسير الإجهاض، ويتوفر هذا في جميع البلدان.
تؤكد الدراسات وجود علاقة بين زيادة الإجراء الذاتي للإجهاض الدوائي بالميزوبروستول، وانخفاض معدلات الاعتلال والوفيات بين الأمهات. تزعم بعض الدراسات أن الوصول غير المقيد إلى الإجهاض الدوائي هو مبدأ أساسي للصحة العامة وحقوق الإنسان والحقوق الإنجابية.

### الصدمات الجسدية والأعشاب والمواد الأخرى
تختلف طرق الإجهاض المحرض ذاتيًا حول العالم. ويُعد تناول النباتات أو الأعشاب، وتناول المواد السامة، والتسبب في إصابة الرحم، والتسبب في صدمة جسدية للجسم، واستخدام الكحول والمخدرات في محاولة لإنهاء الحمل وتناول مواد وخلائط أخرى أكثر الطرق شيوعًا. لا توجد دراسات معروفة عن فعالية النباتات أو الأعشاب أو المخدرات أو الكحول أو أي مواد أخرى. يُرجح أن تسبب هذه الأساليب ضررًا جسديًا للمرأة الحامل أكثر من فعاليتها في إنهاء الحمل. قد يؤدي التسبب في صدمة جسدية لجسم المرأة أو رحمها إلى أذى جسدي أو حتى الموت للمرأة بدلًا من التسبب في الإجهاض.

## المعدلات
أُجري ما يقدر بستة وخمسين مليون حالة إجهاض في جميع أنحاء العالم منذ عام 2019، اعتبرت 25 مليون حالة منها قليلة الأمان أو منعدمة الأمان. يعتبر الإجهاض المحرض آمنًا طبيًا عند إجراءه بواسطة أشخاص مدربين يستخدمون الأساليب التي توصي بها منظمة الصحة العالمية، ويكون قليل الأمان عند استيفاء معيار واحد فقط من هذين المعيارين، ومنعدم الأمان عند عدم استيفاء أي منهما. يمكن أن يكون الإجهاض المحرض ذاتيًا آمنًا أو غير آمن وفقًا للطرق المستخدمة.
يصعب قياس انتشار أو معدل الإجهاض المحرض ذاتيًا. قُدر منذ عام 2018 أن واحدة من كل 10 عمليات إجهاض في الولايات المتحدة محرضة ذاتيًا. رغم استمرار ارتفاع معدلات الاعتلال ووفيات الأمهات الناجمة عن الإجهاض غير الآمن بسبب النمو السكاني في أمريكا اللاتينية منذ 2005 حتى 2012، انخفض عدد المضاعفات الناجمة عن الإجهاض غير الآمن بنسبة 31%، من 7.7/1,000 إلى 5.3/1,000. يعتقد الباحثون أن هذا قد يكون بسبب التوفر الواسع للميزوبروستول في أمريكا اللاتينية. في أواخر عام 2019، أُبلغ عن ارتفاع معدلات الإجهاض المحرض ذاتيًا في الولايات المتحدة، ويرجع ذلك جزئيًا إلى المخاوف من أن السياسات المحافظة ستحد من الوصول إلى الإجهاض السريري، ويرجع ذلك جزئيًا إلى زيادة توافر وسهولة الحصول على الإشراف الطبي والوصفات الطبية والأدوية عن طريق البريد المقدمين عن بعد.

## قانونيًا

### الولايات المتحدة
أفاد الخبراء في الولايات المتحدة أن الإجهاض المحرض ذاتيًا يمكن أن يكون آمنًا طبيًا ولكنه خطير قانونيًا. جعل قرار المحكمة العليا رو ضد وايد لعام 1973 الإجهاض أكثر سهولة في جميع أنحاء الولايات المتحدة، ولكن قد تواجه النساء اللاتي يخضعن لعمليات إجهاض باستخدام الحبوب المطلوبة عبر الإنترنت أو باستخدام وسائل غير طبية خطر الاعتقال. يتمتع الشخص في الولايات المتحدة بموجب القانون الفيدرالي بحق دستوري في الإجهاض ولا توجد تشريعات تمنع أي شخص من تسير الإجهاض الخاصة به.
لا يعد اتهام النساء في الولايات المتحدة بجريمة الإجهاض المحرض ذاتيًا شائعًا ونادرًا ما يدانون. ومع ذلك، اعتُقلت بعض النسوة في الولايات المتحدة لإنهاء حملهم باستخدام حبوب مطلوبة عبر الإنترنت، بمن فيهم بورفي باتل وجيني لين ماكورماك وكينليسيا جونز. حوكمت هؤلاء النسوة بموجب مجموعة متنوعة من القوانين شملت: القوانين التي تجرم مباشرةً الإجهاض المحرض ذاتيًا، والقوانين التي تجرم الإضرار بالأجنة، وقوانين الإجهاض الجنائية التي أسيء تطبيقها على أشخاص حثوا أنفسهم على الإجهاض، وقوانين مختلفة نُشرت عندما لم يمكن العثور على إذن قانوني آخر. تعمل منظمة إف/ وين/ هاو: لويرنغ فور ريبرودكتف جاستس غير الربحية على تغيير القوانين والسياسات بدلًا من منع الناس من تسير إجهاضهم باستخدام إطار العدالة الإنجابية. تتطلع منظمة الخطة سي: إجهاض آمن باستخدام الحبوب غير الربحية إلى عالم تكون فيه القدرة على إنهاء الحمل بيد الشخص الذي يحتاجها. تصدر بلان سي بطاقة تقرير على المواقع التي تبيع الحبوب المستخدمة للحث على الإجهاض، وتصنفها حسب السعر ووقت الشحن والجودة وإشراف الطبيب.